# Miro Sanova
Waldemiro Eduardo de Assis Sanova Nascimento (Ananindeua, 10 de dezembro de 1981), mais conhecido como Miro Sanova, é um político e publicitário brasileiro. Foi vereador do município de Ananindeua (2009 - 2015), secretário municipal da cultura (2009 - 2010) e deputado estadual do Pará (2015 - 2023).

## Juventude e formação
Miro Sanova nasceu em Ananindeua em 1981, filho do vereador de Ananindeua, Nonato Sanova. Formou se em direito e comunicação social, com especialização em marketing.

## Carreira política

### Vereador de Ananindeua (2009-2015)
Na eleição municipal de Ananindeua em 2008, Miro Sanova foi eleito vereador pelo PDT, sendo reeleito em 2012.

### Secretário da Cultura de Ananindeua (2009-2010)
Em outubro de 2009, licenciou-se do cargo de vereador para chefiar a Secretaria municipal de Cultura na gestão do então prefeito Helder Barbalho, retornou à Câmara Municipal em dezembro de 2010.

### Deputado estadual do Pará (2015-2023)
Em 2014, foi eleito deputado estadual com 24 mil votos, depois, em 2018, foi reeleito com 50 mil votos. Em 2020, considerou ser o candidato do PDT à Prefeitura de Ananindeua, porém desistiu antes das convenções eleitorais.

## Vida pessoal
Miro Sanova é casado com Lorena Sanova, que foi secretária na gestão de Manoel Pioneiro, e possui dois filhos, Eduardo e Bernardo.

## Desempenho em eleições
| Ano  | Eleição                 | Coligação                                                        | Partido | Candidato a       | Votos          | Resultado  |
| ---- | ----------------------- | ---------------------------------------------------------------- | ------- | ----------------- | -------------- | ---------- |
| 2008 | Municipal de Ananindeua | Frente de Esquerda por Ananindeua (PDT / PSB / PCdoB)            | PDT     | Vereador          | 2.213 (1,32%)  | Eleito     |
| 2012 | Municipal de Ananindeua | Frente Trabalhista (PDT / PTN)                                   | PDT     | Vereador          | 2.361 (1,16%)  | Eleito     |
| 2014 | Estadual no Pará        | PDT, PPL, PTN e PSL (PDT / PPL / PTN / PSL)                      | PDT     | Deputado estadual | 24.374 (0,71%) | Eleito     |
| 2018 | Estadual no Pará        | Lutando pelo Pará (PSDB / DEM / PDT / PRP)                       | PDT     | Deputado estadual | 52.619 (1,46%) | Eleito     |
| 2022 | Estadual no Pará        | PDT                                                              | PDT     | Deputado federal  | 57.928 (1,28%) | Não eleito |
| 2024 | Municipal de Ananindeua | Ananindeua Pode e Merece Mais (FE Brasil (PT, PCdoB e PV) / PRD) | PT      | Prefeito          | 11.783 (4,28%) | Não eleito |